# Estado-Maior Conjunto das Forças Armadas
Estado-Maior Conjunto das Forças Armadas (EMCFA) é um órgão do Ministério da Defesa do Brasil, que centraliza a coordenação dos comandos das Forças Armadas:  Marinha, Exército e Aeronáutica.

## História

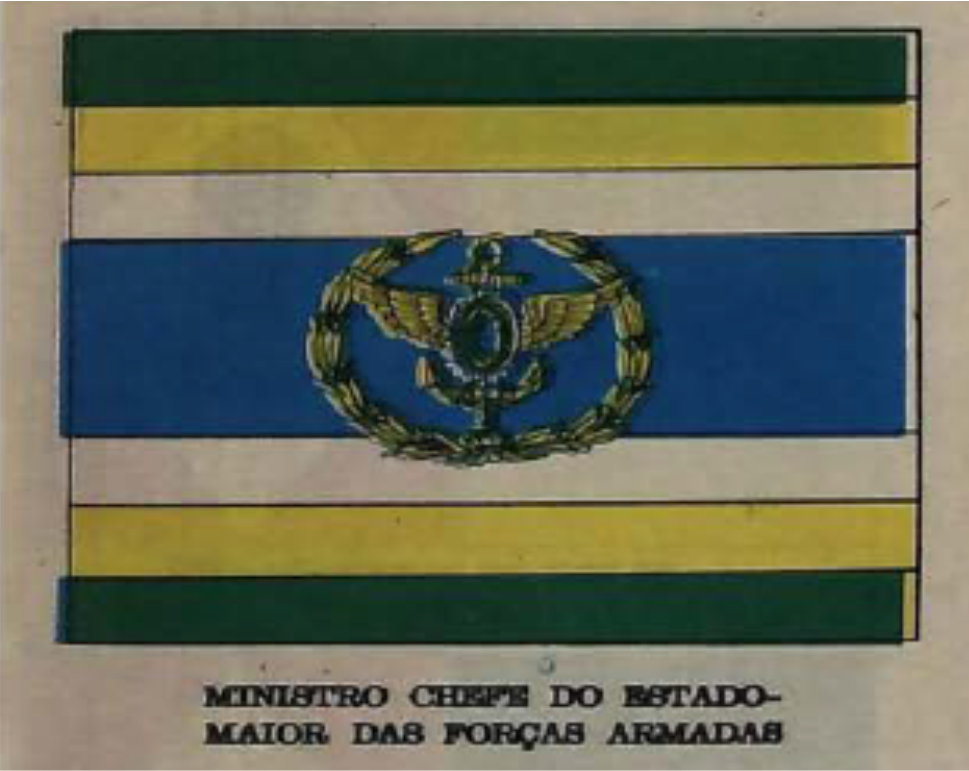
Bandeira do antigo cargo de Ministro chefe do EMFA.

O Estado Maior das Forças Armadas no Brasil vem desde a época imperial com leis o alterando no tempo e em  1º de abril de 1946 o decreto nº 9107 redenomina para EMFA - Estado Maior das Forças Armadas que vigorou, com alterações legislativas,  até a feitura atual do EMCFA criado através da lei complementar nº 136, de 25 de agosto de 2010, e tem na portaria nº 1429 as suas diretrizes de funcionamento.
| “ | Assessorar o ministro da Defesa na direção superior das Forças Armadas, objetivando a organização, o preparo e o emprego, com vistas ao cumprimento de sua destinação constitucional e de suas atribuições subsidiárias, tendo como metas o planejamento estratégico e o emprego conjunto das Forças Singulares. | ” |

## Chefe
O chefe do EMCFA é indicado pelo ministro da Defesa e nomeado pelo Presidente da República, tal como os comandantes das forças e terá o mesmo nível hierárquico destes e ascendência sobre todos os demais militares de qualquer uma das Força, exceto sobre os próprios comandantes. O cargo será ocupado por um oficial-general do último posto (quatro estrelas) tanto da ativa, como da reserva e, se for da ativa, irá automaticamente para a reserva após a nomeação, como também acontece com os comandantes de cada uma das Forças.
| “ | Fica muito claro que competirá ao chefe do Estado-Maior Conjunto das Forças Armadas, o emprego [das tropas]. E aos comandantes das Forças, o preparo. Daí porque o chefe do Estado-Maior das Forças Armadas tem a mesma hierarquia e a mesma linha de prioridade dos comandantes de Forças. | ” |

Em 6 de setembro de 2010, o então presidente Luiz Inácio Lula da Silva, com o ministro da Defesa, Nelson Jobim, nomeou o general de exército José Carlos de Nardi — à época comandante Militar do Sul — como chefe do EMCFA. Foi reconduzido ao cargo em ambos os mandatos da ex-presidente Dilma Rousseff, com os ministros Nelson Jobim, Celso Amorim, Jaques Wagner e Aldo Rebelo e, em 7 de dezembro de 2015, foi exonerado do cargo pela ex-presidente Dilma Rousseff, ao seu próprio pedido, antecipando sua aposentadoria e sendo substituído pelo Almirante de esquadra Ademir Sobrinho.
Em 15 de janeiro de 2019, o almirante Ademir Sobrinho passou o cargo para o brigadeiro Raul Botelho.
Em 31 de maio de 2021, o General Laerte de Souza Santos assumiu a função, sendo substituído pelo Almirante Renato Rodrigues de Aguiar Freire em 9 de janeiro de 2023.
| Nº | Nome                                                      | Início                  | Fim                     | Ministro da Defesa                | Presidente                |
| -- | --------------------------------------------------------- | ----------------------- | ----------------------- | --------------------------------- | ------------------------- |
| 1  | José Carlos de Nardi (general de exército)                | 6 de setembro de 2010   | 31 de dezembro de 2010  | Nelson Jobim                      | Luiz Inácio Lula da Silva |
| 1  | José Carlos de Nardi (general de exército)                | 1 de janeiro de 2011    | 4 de agosto de 2011     | Nelson Jobim                      | Dilma Rousseff            |
| 1  | José Carlos de Nardi (general de exército)                | 4 de agosto de 2011     | 31 de dezembro de 2014  | Celso Amorim                      | Dilma Rousseff            |
| 1  | José Carlos de Nardi (general de exército)                | 1 de janeiro de 2015    | 2 de outubro de 2015    | Jaques Wagner                     | Dilma Rousseff            |
| 1  | José Carlos de Nardi (general de exército)                | 2 de outubro de 2015    | 7 de dezembro de 2015   | Aldo Rebelo                       | Dilma Rousseff            |
| 2  | Ademir Sobrinho (almirante de esquadra)                   | 7 de dezembro de 2015   | 12 de maio de 2016      | Aldo Rebelo                       | Dilma Rousseff            |
| 2  | Ademir Sobrinho (almirante de esquadra)                   | 12 de maio de 2016      | 27 de fevereiro de 2018 | Raul Jungmann                     | Michel Temer              |
| 2  | Ademir Sobrinho (almirante de esquadra)                   | 27 de fevereiro de 2018 | 15 de janeiro de 2019   | Joaquim Silva e Luna              | Michel Temer              |
| 3  | Raul Botelho (tenente-brigadeiro)                         | 15 de janeiro de 2019   | 31 de maio de 2021      | Fernando Azevedo e Silva          | Jair Bolsonaro            |
| 4  | Laerte de Souza Santos (general de exército)              | 31 de maio de 2021      | 1 de abril de 2022      | Walter Braga Netto                | Jair Bolsonaro            |
| 4  | Laerte de Souza Santos (general de exército)              | 1 de abril de 2022      | 31 de dezembro de 2022  | Paulo Sérgio Nogueira de Oliveira | Jair Bolsonaro            |
| 4  | Laerte de Souza Santos (general de exército)              | 1 de janeiro de 2023    | 5 de janeiro de 2023    | José Múcio                        | Luiz Inácio Lula da Silva |
| 5  | Renato Rodrigues de Aguiar Freire (almirante de esquadra) | 9 de janeiro de 2023    | —                       | José Múcio                        | Luiz Inácio Lula da Silva |

## Estrutura
O EMCFA compreende quatro chefias:
Chefia de Operações Conjuntas (CHOC)Compete a CHOC assessorar o Chefe do EMCFA no emprego operacional conjunto das Forças Armadas nas diversas situações que demandarem o emprego das forças (combate, operações de paz, ajuda humanitária, defesa civil, entre outras). A CHOC compreende:
- Vice Chefia de Operações Conjuntas (VCHOC);
- Subchefia de Comando e Controle (SC1);
- Subchefia de Inteligência Operacional (SC2);
- Subchefia de Operações (SC3) e
- Subchefia de Logística Operacional (SC4).

Chefia de Assuntos Estratégicos (CAE)Tem por finalidade o assessoramento ao chefe do EMCFA no que tange a política de defesa, estratégias, assuntos internacionais, inteligência e contrainteligência entre outros. Tem em sua estrutura as seguintes subchefias:
- Vice Chefia de Assuntos Estratégicos (VCAE);
- Subchefia de Política e Estratégia (SCPE);
- Subchefia de Inteligência Estratégica (SCIE) e
- Subchefia de Assuntos Internacionais (SCAI)

Chefia de Logística (CHELOG)Compete a CHELOG assessorar o EMCFA nos assuntos relativos a logística, mobilização, cartografia e serviço militar, entre outros. Possui em sua estrutura os seguintes órgãos:
- Vice Chefia de Logística (VCHELOG);
- Subchefia de Integração Logística (SUBILOG);
- Subchefia de Mobilização (SUBMOB);
- Subchefia de Apoio a Sistemas de Cartografia de Logística e de Mobilização (SUBAPS)

Chefia de Educação e Cultura (CHEC)A CHEC tem como principais funções:
- Assessorar o Chefe do Estado-Maior Conjunto das Forças Armadas em assuntos relacionados à sua área de atuação;
- Preservar a autonomia e a independência dos sistemas de ensino das Forças Armadas;
- Promover a política de ensino de defesa;
- Promover a política de ciência, tecnologia e inovação de defesa